# 馮滬祥
馮滬祥（1948年5月8日—2021年9月25日），臺灣政治人物，籍貫瀋陽市，生於上海市，曾任教師、國大代表、立法委員。馮滬祥早年反共，後來支持中國統一，並曾涉及臺大哲學系事件、蓬萊島雜誌案。晚年因為性侵其菲籍看護，且試圖讓被害人、親友做偽證，而被定罪入獄。

## 生平
1970年東海大學化學系畢業，後進入臺大哲學系研究所。1972年到1973年在臺大哲學系事件中，馮滬祥以學生身分逼迫臺大校方屈從壓力，系主任和教授等十多位師生因此事件遭整肅，馮成為當時國民黨政府執行「重整思想秩序」的人物之一。
1974年，取得台灣大學哲學碩士學位。
1978年，取得美國波士頓大學哲學博士學位。
1979年，進入中華民國總統府，擔任外文秘書。
1983年，擔任東海大學哲學研究所所長。
1984年，馮滬祥所寫的《新馬克斯主義批判》被爆料根本抄襲外文文獻。蓬萊島雜誌社指控馮某抄襲外文資料，指稱馮滬祥「以翻譯代替著作」，後來由「北美洲台灣人教授協會」一一舉證。
1986年，擔任中央大學文學院院長。
1988年馮滬祥在高級軍官團哲學研討會表示「對共黨千言萬語只要記住一句話：『共黨絕不可信。』打也罷、不打也罷，就是不與他談判。」
1993年馮滬祥離開中國國民黨並加入新黨，曾代表該黨擔任國民大會代表與立法委員各一屆。也是反對前總統李登輝的代表人物之一。
2000年馮滬祥受李敖之邀搭檔參加總統選舉，成為新黨副總統候選人。最後失敗。
2004年，馮滬祥被其聘用的菲律賓籍看護蘿絲（Rose）指控性侵，因馮的精液檢體被驗出，進而被依「強制性交罪」判３年４個月有期徒刑（訴訟期間曾另依「利用權勢性交罪」判刑）。
2016年10月，中華民國最高法院認定被害人陰道深處驗出馮的精液，且馮妻急著將被害人送出國有違常情，維持台灣高等法院判決確定。馮聲稱此判決結果為民進黨政府的政治迫害，將為了「統一中國」大任而犧牲入獄。雖在原定入監日之前突然以身罹重病為由企圖拖延，但仍於兩周後的10月26日被士林地檢署發監執行。
2017年1月18日，馮滬祥獲得法務部矯正署同意保外就醫，服刑僅僅80餘日，即重獲自由。
2018年，馮滬祥自費出版印刷品叫屈，說自己勃起困難，更遑論強姦。
2021年9月下旬因摔傷骨折，住院發現癌症復發，數日後因癌細胞擴散，25日於台北過世，享壽73歲。。

## 事件

### 臺大哲學系事件
1972年12月4日，國立臺灣大學論壇社舉辦「民族主義」座談會，哲學系副教授陳鼓應與當時就讀於哲研所的馮滬祥發生爭論，陳鼓應指馮為「職業學生」。會後，馮滬祥具文向校長閻振興反應，陳鼓應等老師和一些學生因此遭到學校處分及警備總司令部的調查。
1973年6月，馮滬祥參加理則學期末考試，結果六題全錯，被任課講師楊樹同給了零分，使他無法順利畢業。馮滬祥卻威脅楊樹同必須讓他及格，語中竟提及「系務將整頓」之事。馮四處具狀陳情未果，之後有召集諸位老師核對，確定為零分。
馮滬祥於7月2日不顧自己是學生身份，以平輩語氣，寫信給楊樹同老師，還充滿了威脅的語氣：

樹同學長大鑒：
楊先生您好，專程來訪，未能拜候，後生本為誠懇解釋誤會而來，語云：「冤家宜解不宜結。」況且而今看來系務整飭在即，若能承先生見納，想對大局及楊先生皆不無益處也。
楊先生上回所提之三點，當時因礙於氣氛，未便詳談，其實回想起來後生來台大之後，與先生固為一見如故之交也，那時常能談笑風生，不拘形式，而今猶歷歷在目，後生豈曾對楊先生心存成見呢？先生一直未為後生疏導疑難，實亦今日誤解益深之道也，所以若歸根結底，則後生絕無成見，若開誠佈公來談，則實不無化解之事，否則平白成了一生之冤家，則實為無謂之訟，徒令親者痛而仇者快了，是以後生若有誤解，唐突之處，亦懇請先生以提腋後進之賢德而海涵見容，後生實絕不致心存成見，則聞通互談之餘，想必大家之幸也，後生若能蒙恩承德，則更將終生感念不已，感激終生也。
耑此 懇請
大安
後生滬祥 拜上

1974年3月，馮滬祥於哲學系緊急座談會中，再度宣稱遭打壓，「愛國學生」遭到迫害。台大哲學系召開會議，重新閱卷，確認楊樹同的成績無誤。臺大哲學系哲學系系主任趙天儀本欲將馮滬祥以威脅師長的理由記過，但受到台大訓導長勸阻。
當年夏天，台大哲學系主任更換，進行系務整頓與調查，趙天儀等十多位教職員遭到大規模停聘，臺大哲學研究所停止招生一年。
1997年，台大哲學系事件獲得平反，陳鼓應與王曉波復職重回台大授課，其他受難人也多獲得賠償或回到台大哲學系任教。

### 抄襲外文資料
1984年，《蓬萊島》雜誌刊出一篇文章〈梅可望當家，東海沒可望〉，其中提到馮滬祥所寫的《新馬克斯主義批判》其實是「以翻譯代替著作」，涉及學術抄襲，馮滬祥因此控告該雜誌社毀謗。法院一審判決毀謗罪成立，雜誌發行人黃天福、社長陳水扁、總編輯李逸洋三人皆被判處徒刑一年。「北美洲台灣人教授協會」於1985年2月正式成立「馮著評鑑委員會」，由林宗光、張旭成、張富美、蕭聖鐵、蕭欣義、林天民和田弘茂等七名教授組成。他們共花了四個月時間，寫出了一份兩百多頁的「馮著『新馬克斯主義批判』評鑑報告」，詳細指出馮著裡何處以翻譯代替著作，何處抄自哪一本書的什麼地方等等，證明指稱馮滬祥「以翻譯代替著作」確有其事實的根據。但臺灣高等法院置報告於不顧而於1986年5月二審定讞，依舊判決陳水扁等人有罪，惟將刑期從一年減至八個月，並賠償馮滬祥新台幣二百萬元。

### 與朱高正的恩怨
1994年4月，朱高正以社民黨黨魁的身分，宣佈與新黨合併，但其實朱高正是有其目的。根據馮滬祥的回憶，朱高正在新黨的會議上，毛遂自薦參選台灣省省長，馮滬祥回應，王建煊已經屬意由陳癸淼參選。朱高正罵道：「你們有多白痴，才會讓一個澎湖人選臺灣省長？臺灣島人看澎湖人，比看你們外省人還衰小（「看衰小」，台語，輕視、瞧不起之意），還不如你們這些外省人隨便出來一個。何況他選舉還曾經買過票，他來選還不如我來選。」一連串的歧視言論，讓新黨大老們被罵得魂飛魄散，於是同意由朱高正參選，不過，可惜慘败于宋楚瑜。（宋楚瑜真的是外省人，朱高正一語成讖。）但朱高正的強勢作風，也讓朱高正與新黨創黨元老產生心結。
馮滬祥很討厭朱高正，認為他早年是台獨分子，看不起中國、外省人，年紀大了以後，看中國改革開放、崛起了，開始巴著中國跟外省人，又開始說要中國統一。他說朱高正自傲的學術研究也是一文不值，朱高正推崇康德的《純粹理性批判》、達爾文的《物種原始》、馬克思的《資本論》等。不過他說：「我從來不鼓勵大家去讀康德的著作，因為那些書的中譯本翻譯得並不理想，看了也是白看，倒不如讀一讀朱熹的《近思錄》，好好把它讀通，大概康德道德哲學的精華，也都在其中了。」此種“看朱熹通康德論”，馮滬祥痛批是胡說八道。

### 性侵菲籍看護事件
2004年，馮滬祥的菲律賓籍看護蘿絲（Rose），向馬尼拉經濟文化辦事處報案，指控馮滬祥於2004年1月23日下午4時許在其住處趁農曆春節大年初二家人都外出之際，性侵做完家事剛洗好澡的被害人得逞。被害人驗傷報案後，馮滬祥妻子彭業萍隨即拿新台幣80萬元給被害人，表示做為兩年工資再加上遣散費及年終獎金，再加上紅包，還代買機票希望她立即回菲律賓。蘿絲於是簽下和解書，放棄先前對馮之控訴，也放棄民事、刑事的可能控訴，之後返菲。
惟《刑法》之強制性交罪已於2001年改為非告訴乃論之罪，士林地方法院檢察署以蘿絲下體採集之DNA與馮相符等理由，依「妨害性自主罪」嫌起訴馮滬祥。馮的三名女兒，包括長女馮復華、次女馮國華、三女馮文，則同時因涉作偽證被士林地檢署依偽證罪起訴。馮滬祥本人則宣稱「這是民進黨陳水扁政府對其進行的政治迫害，菲籍看護則是挨罵挾怨報復，而新臺幣80萬元是工作解約金，並非和解金。而其下體的馮滬祥精液，是蘿絲撿到馮滬祥與其妻行房用過的保險套，取出精液，塗抹於自己下體。」於一審宣判前，馮滬祥透過友人在菲國與蘿絲接觸，並由律師向台灣媒體出示聲明，蘿絲說詞改為因不滿馮滬祥之妻的管理，蓄意誣陷馮滬祥，並對馮滬祥勒索。馮滬祥事後將此一翻供文件，陳報合議庭審酌。唯合議庭認為不僅與警訊陳述全然不同，且與卷內證據不符，虛偽性極高，且依《刑事訴訟法》規定，被告以外的人在審判庭外的陳述，不得作為證據，故認定此翻供文件不具證據能力。
2005年，士林地方法院一審判決馮滬祥因「妨害性自主」罪，而處以有期徒刑四年。
2008年8月9日，臺灣高等法院二審宣判仍維持原判四年。
2009年，高等法院合議庭更二審改依「利用權勢性交」罪，判處有期徒刑1年，減為6個月，可易科罰金，但之後遭最高法院發回更審。
2011年，高等法院更三審，根據蘿絲在菲律賓的自白，主張其身上採集到的馮滬祥精液為事後以人工塗抹，改判無罪。9月1日中華民國最高法院撤銷無罪判決，全案發回高院更審。
2012年2月，高等法院更四審，再判馮滬祥無罪，又遭發回更審。12月7日高等法院更五審宣判，認定馮滬祥性侵蘿絲，不採菲籍看護塗抹精液的說法，認定被害人被迫翻供，不足採信，判馮滬祥徒刑4年。但又遭發回更審。
2014年8月21日，高等法院更六審，認為馮滬祥之妻急逼蘿絲離臺，顯違常理，且蘿絲報案時情緒激動，又哭又怒，有如一般性侵被害人的情緒，且當時受理報案的女警亦證稱，蘿絲在醫院時泣訴馮滬祥把她的雙腿用力張開等。若如馮滬祥抗辯所稱，蘿絲是拿馮的精液塗抹自己下體，精子應已死亡，無法游到子宮頸，更無法在蘿絲陰道深處被採集到，認定蘿絲是被馮家所迫而翻供。合議庭調閱馮滬祥手機與住處室內電話通聯記錄，確認馮滬祥有20分鐘沒撥接任何電話，仍認定馮滬祥性侵菲籍看護。更六審痛批馮滬祥因個人私慾性侵菲籍看護卻於事後由妻子出面與菲籍看護達成和解，還找人作偽證，讓菲籍看護受二度傷害，本應判刑四年，但因本案已纏訟十載，符合《速審法》應減刑的規定，依強制性交罪將馮滬祥改判有期徒刑3年4個月。
2016年10月最高法院裁定全案定讞。
2017年，為馮脫罪而於偵審期間做偽證之陳鵬仁經減刑後遭判有期徒刑6個月；3名女兒及女兒友人於審理期間認罪，經減刑後被判刑5個月，緩刑5年，馮家3女6個月內應各向國庫支付20萬元，友人則應付保護管束，義服勞務150小時。
2018年，馮滬祥自費出了一本小冊子，為自己叫屈。他一身正氣，認為臺大哲學系事件、蓬萊島雜誌案都是民進黨對他的汙名化，最後居然政治迫害、聯合他家的菲籍看護、菲律賓使節，誣陷他性侵。事實上他百病纏身，勃起都很有困難，遑論強姦。

## 外部連結
- 馮滬祥在國立中央大學網頁